# Leptochilus ellipticus
Espèce
Leptochilus ellipticus est une espèce de fougères de la famille des Polypodiaceae, originaire de l'Est de l'Asie.

## Systématique
Le nom correct complet (avec auteur) de ce taxon est Leptochilus ellipticus (Thunb.) Noot. L'espèce a été initialement classée dans le genre Polypodium sous le basionyme Polypodium ellipticum Thunb..
Leptochilus ellipticus a pour synonymes :
Synonymes homotypiques :
- Colysis elliptica (Thunb.) Ching in Bull. Fan Mem. Inst. Biol. 4: 333 (1933)
- Pleopeltis elliptica (Thunb.) Alderw. in Bull. Dép. Agric. Indes Néerl. 27: 12 (1909)
- Polypodium ellipticum Thunb. in J.A.Murray (ed.), Syst. Veg. ed. 14.: 935 (1784)
- Selliguea elliptica (Thunb.) Bedd. in Ferns Brit. India, Index (1870)
- Gymnogramma elliptica (Thunb.) Baker in W.J.Hooker & J.G.Baker, Syn. Fil.: 389 (1868)

Synonymes hétérotypiques :
- Colysis boisii Ching in Bull. Fan Mem. Inst. Biol. 4: 329 (1933)
- Colysis decurrens (Wall. ex Hook. & Grev.) Nakaike in New Fl. Jap. Pterid.: 840 (1992), nom. illeg.
- Colysis dissimilialata (Bonap.) Ching in Bull. Fan Mem. Inst. Biol. 4: 330 (1933)
- Colysis elegans Sa.Kurata in J. Geobot. 12: 41 (1963)
- Colysis elliptica var. flexiloba (Christ) L.Shi & X.C.Zhang in Acta Phytotax. Sin. 37: 74 (1999)
- Colysis elliptica var. furcans (Tutcher) Ching in Bull. Fan Mem. Inst. Biol. 4: 335 (1933)
- Colysis elliptica var. longipes (Ching) L.Shi & X.C.Zhang in Acta Phytotax. Sin. 37: 76 (1999)
- Colysis elliptica var. sanjiangensis (H.G.Zhou & Hua Li) R.H.Jiang in Fl. Guangxi 6: 406 (2013)
- Colysis elliptica f. simplex Ching in Bull. Fan Mem. Inst. Biol. 4: 335 (1933)
- Colysis flavescens (Ching) Nakaike, S.Matsumoto & V.L.Gurung in Cryptog. Himalayas 2 C. & E: 189 (1990)
- Colysis flexiloba (Christ) Ching in Bull. Fan Mem. Inst. Biol. 4: 330 (1933)
- Colysis flexiloba var. undulatocrenata (C.Chr.) Ching in Bull. Fan Mem. Inst. Biol. 4: 331 (1933)
- Colysis flexiloba var. undulatorepanda (C.Chr.) Ching in Bull. Fan Mem. Inst. Biol. 4: 331 (1933)
- Colysis kiusiana Sa.Kurata in J. Geobot. 10: 37 (1961)
- Colysis leptophylla H.Itô in Bot. Mag. (Tokyo) 53: 68 (1939)
- Colysis longipes Ching in Bull. Fan Mem. Inst. Biol. 4: 332 (1933)
- Colysis longisora (Baker) Ching in Bull. Fan Mem. Inst. Biol. 4: 331 (1933)
- Colysis pothifolia f. bipinnatifida H.Itô in J. Jap. Bot. 11: 89 (1935)
- Colysis pothifolia monstr. bipinnatifida (H.Itô) Nakaike in Nov. Fl. Jap. (1992)
- Colysis pothifolia f. furcans (Tutcher) S.R.Ghosh in Pterid. Fl. E. India: 499 (2004)
- Colysis pothifolia var. membranacea Nakai in Bull. Natl. Sci. Mus. Tokyo 27: 23 (1949)
- Colysis pothifolia f. simplex (Ching) S.R.Ghosh in Pterid. Fl. E. India: 500 (2004)
- Colysis sanjiangensis H.G.Zhou & Hua Li in Acta Bot. Yunnan. 15: 254 (1993)
- Grammitis decurrens Wall. ex Hook. & Grev. in Icon. Filic.: t. 6 (1827)
- Leptochilus dissimilialatus (Bonap.) Liang Zhang & Li Bing Zhang in Phytotaxa 374: 173 (2018)
- Leptochilus elegans (Sa.Kurata) Nakaike in Checkl. Lycophytes Ferns Japan: 35 (2013)
- Leptochilus ellipticus var. flexilobus (Christ) X.C.Zhang in Lycophytes Ferns China: 652 (2012)
- Leptochilus ellipticus var. longipes (Ching) Noot. in Fl. China 2-3: 837 (2013)
- Leptochilus flexilobus (Christ) Liang Zhang & Li Bing Zhang in Phytotaxa 374: 174 (2018)
- Leptochilus kiusianus (Sa.Kurata) Nakaike in Checkl. Lycophytes Ferns Japan: 35 (2013)
- Leptochilus longipes (Ching) X.C.Zhang in Lycophytes Ferns China: 655 (2012)
- Leptochilus neopothifolius Nakaike in Checkl. Lycophytes Ferns Japan: 35 (2013)
- Pleopeltis flexiloba Alderw. in Malayan Ferns Fern Allies: 406 (1917)
- Polypodium boisii Christ in J. Bot. (Morot) 19: 76 (1905)
- Polypodium chunii C.Chr. in Index Filic., Suppl. Tert.: 146 (1934)
- Polypodium dissimilialatum Bonap. in Notes Ptéridol. 14: 155 (1924)
- Polypodium ellipticum f. breve Y.C.Wu in Bull. Dept. Biol. Coll. Sci. Sun Yatsen Univ. 3: 322 (1932)
- Polypodium ellipticum var. furcans (Tutcher) Ching in Bull. Fan Mem. Inst. Biol. 2(2): t. 6 (1931)
- Polypodium ellipticum var. undulatocrenatum C.Chr. in Bull. Géogr. Bot. 23: 141 (1913)
- Polypodium ellipticum var. undulatorepandum C.Chr. in Bull. Géogr. Bot. 23: 141 (1913)
- Polypodium faurianum Nakai in J. Coll. Sci. Imp. Univ. Tokyo 31: 416 (1911)
- Polypodium flavescens Ching in Bull. Fan Mem. Inst. Biol. 2: 22 (1931)
- Polypodium flexilobum Christ in Bull. Acad. Int. Géogr. Bot., sér. 3, 13: 107 (1904)
- Polypodium latilobum Ching in Bull. Fan Mem. Inst. Biol. 2: 21 (1931)
- Polypodium longisorum (Baker) C.Chr. in Index Filic.: 541 (1906)
- Polypodium mediosorum Ching in Bull. Fan Mem. Inst. Biol. 2: 19 (1931)
- Polypodium neoellipticum Koidz. in Bot. Mag. (Tokyo) 43: 388 (1929)
- Polypodium pothifolium var. furcans (Tutcher) Ching in Bull. Fan Mem. Inst. Biol. 2(2): 21 (1931)
- Selliguea coraiensis Christ in Repert. Spec. Nov. Regni Veg. 5: 11 (1908)
- Selliguea decurrens (Wall. ex Hook. & Grev.) C.Presl in Tent. Pterid.: 216 (1836)
- Selliguea elliptica var. flagellaris Christ in Bull. Herb. Boissier 7: 6 (1899)
- Selliguea flexiloba Christ in Bull. Herb. Boissier, sér. 2, 6: 992 (1906)
- Gymnogramma elliptica var. furcans Tutcher in J. Linn. Soc., Bot. 37: 69 (1904)
- Gymnogramma longisora Baker in J. Bot. 28: 267 (1890)